# 中国铁路23型客车
中国铁路23型客车属于中国铁路22型客车系列，是22型客车的改进型，并不是单独一型中国铁路客车车型。

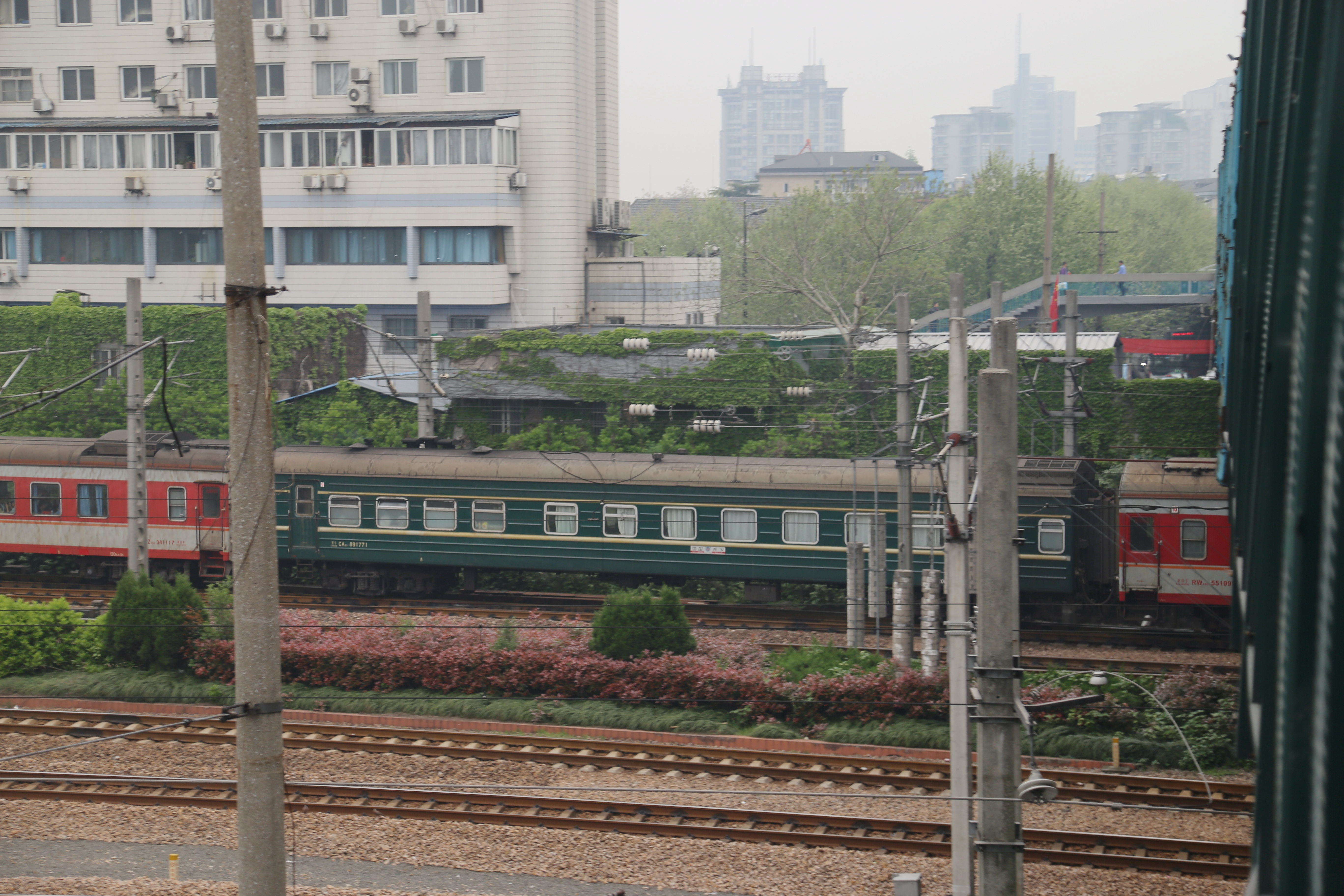
K2906列车上的CA23型餐车

## 概况
1950年代末期中国铁路开始装备22型客车。1960年青岛四方机车车辆厂在22型硬座客车基础上改进设计，主要改进是车厢取暖方式由22型客车的独立锅炉温水循环取暖改为大气压式蒸汽取暖，即YZ23型硬座车:118，定员122人（22型硬座客车最初定员120人）。1962年22型、23型客车改进设计，YZ23型硬座车定员120人，自重43吨。1970年改进设计，定员116人。YZ23型硬座车先后采用202型/203型/205型转向架。1968年，部分YZ23型硬座车被改装为坐卧两用客车。
1961年由长春客车厂设计试制供南方地区使用的23型硬席座车。车顶加一层顶板，两层顶板间空气可流通，行驶中能带走阳光辐射热量，采用机械通风器，并有降温装置使空气冷却后进入车厢，车内两端增设淋浴室，座位布局改为每排2+2人座椅，定员96人。:49
值得注意的是，23型餐车（CA23型）并不是由23型客车直接发展来的车种，而是在22型餐车（即CA22型，四方机车车辆厂1956年～1958年设计试制）基础上改进而成。后四方机车车辆厂将CA22型餐车图纸转给唐山机车车辆厂，1963年由唐山机车车辆厂改进设计:121，取消一位端通过台，增加贮藏室，即CA23型餐车:93。1969年由南京浦镇车辆厂进行改进，在车厢两端设通过门和侧门，改成上开式车窗:103。CA23型餐车采用205型转向架，自重约50～48吨。1966年由唐山机车车辆厂设计制造了带空气调节装置的CA23型餐车，用于运行于广深铁路列车，定员30人。